# Nycticorax
A Nycticorax a madarak (Aves) osztályának a gödényalakúak (Pelecaniformes) rendjébe, ezen belül a gémfélék (Ardeidae) családjába és a gémformák (Ardeinae) alcsaládjába tartozó nem.

## Rendszertani besorolásuk
A Nycticorax-fajokat korábban a bakcsóformák (Nycticoracinae) alcsaládjába sorolták, azonban az új alaktani- és DNS-vizsgálatok alapján ezt a madárnemet áthelyezték a gémformák alcsaládjába.
Mikor még a bakcsóformák alcsaládjába tartozott, a Nycticorax madárnembe sorolták a Gorsachius- és a Nyctanassa-fajokat is.

## Rendszerezés
A nembe az alábbi 2 élő faj, 4 kihalt faj és 1-2 biztos fosszilis faj tartozik:
- kaledón bakcsó (Nycticorax caledonicus) (Gmelin, 1789)
- †réunioni bakcsó (Nycticorax duboisi) (Rothschild, 1907)
- †mauritiusi bakcsó (Nycticorax mauritianus) (Newton & Gadow, 1893)
- †rodriguez-szigeti bakcsó (Nycticorax megacephalus) (Milne-Edwards, 1874)
- bakcsó (Nycticorax nycticorax) (Linnaeus, 1758)
- †ascension-szigeti bakcsó (Nycticorax olsoni) (N. P. Ashmole, K. E. L. Simmons & W. R. P. Bourne, 2003)
- †Nycticorax kalavikai Steadman, Worthy, Anderson & Walter, 2000[4] - késő negyedidőszak

Az alábbi két megnevezetlen taxon is Nycticorax, azonban az ornitológusok még nem határozták el, hogy egy, vagy két fajról van-e szó:
- †Nycticorax sp. - késő negyedidőszak
- †Nycticorax sp. - késő negyedidőszak

Az alábbi két taxont, csak fosszilis csontokból ismerjük, és nem biztos, hogy ebbe a nembe tartoznak:
- †Nycticorax sp. - kora oligocén; Fajjúm, Egyiptom
- †Nycticorax? fidens - késő miocén; McGehee Farm, USA

### Fordítás
- Ez a szócikk részben vagy egészben  a   Nycticorax című angol Wikipédia-szócikk ezen változatának fordításán alapul.  Az eredeti cikk szerkesztőit annak laptörténete sorolja fel. Ez a jelzés csupán a megfogalmazás eredetét és a szerzői jogokat jelzi, nem szolgál a cikkben szereplő információk forrásmegjelöléseként.